# Szósty grudnia
Szósty grudnia – czwarty album polskiego zespołu Verba, wydany 6 grudnia 2007 roku w 2 wersjach: w postaci tradycyjnej płyty CD oraz pamięci flash (pendrive'a) z dodatkowymi materiałami. Gościnnie występuje na nim Adrianna Grabowska. Płytę promuje single „Miłość zabija” i „Pokaż mi”.
Nagrania dotarły do 36. miejsca listy OLiS.

## Lista utworów
1. „Wejście”
2. „Miłość zabija”
3. „Tyle wspomnień o tobie”
4. „Młode wilki 5”
5. „No i co”
6. „Dlaczego?”
7. „Stare Miasto”
8. „Kicia”
9. „Wenus i Re”
10. „Pokaż mi”
11. „Lepiej nie”
12. „Na falochronie”
13. „Świat zapomniany”
14. „Miałaś mnie”
15. „Między ziemią a niebem”
16. „Powiem ci”
17. „Gdy...”
18. „Jak ruchome piaski”
19. „Czas na sen”
20. „Wyjście”